# بوبي إسحاق
بوبي إسحاق (بالإنجليزية: Bobby Isaac) هو سائق سيارة سباق أمريكي، ولد في 1 أغسطس 1932 في كاتاوبا في الولايات المتحدة، وتوفي في 14 أغسطس 1977 في هيكري في الولايات المتحدة بسبب نوبة قلبية.

## وصلات خارجية
- بوبي إسحاق على موقع Racing-Reference.info (الإنجليزية)
- بوبي إسحاق على موقع DriverDB.com (الإنجليزية)